# من کی هستم ۲۰۱۵
من کی هستم ۲۰۱۵ (انگلیسی: Who Am I 2015) یک فیلم در ژانر به کارگردانی جکی چان، هلن یائو، ژانگ لانکسین، یو رونگ‌گوانگ و کن لو است که در سال ۲۰۱۵ منتشر شد.